# Roca Encantada
La Roca Encantada (len inglés: Enchanted Rock) es una enorme formación rocosa de granito rosado plutónico situado en el Levantamiento de Llano (llano uplift), a aproximadamente 24 km al norte de Fredericksburg, y a 24 km al sur del Llano, ambas localidades de Texas, Estados Unidos. Se encuentra dentro del Enchanted Rock State Natural Area, dentro de la cual se halla la roca Encantada y el territorio circundante, extendiéndose a los condados de Gillespie y Llano. 

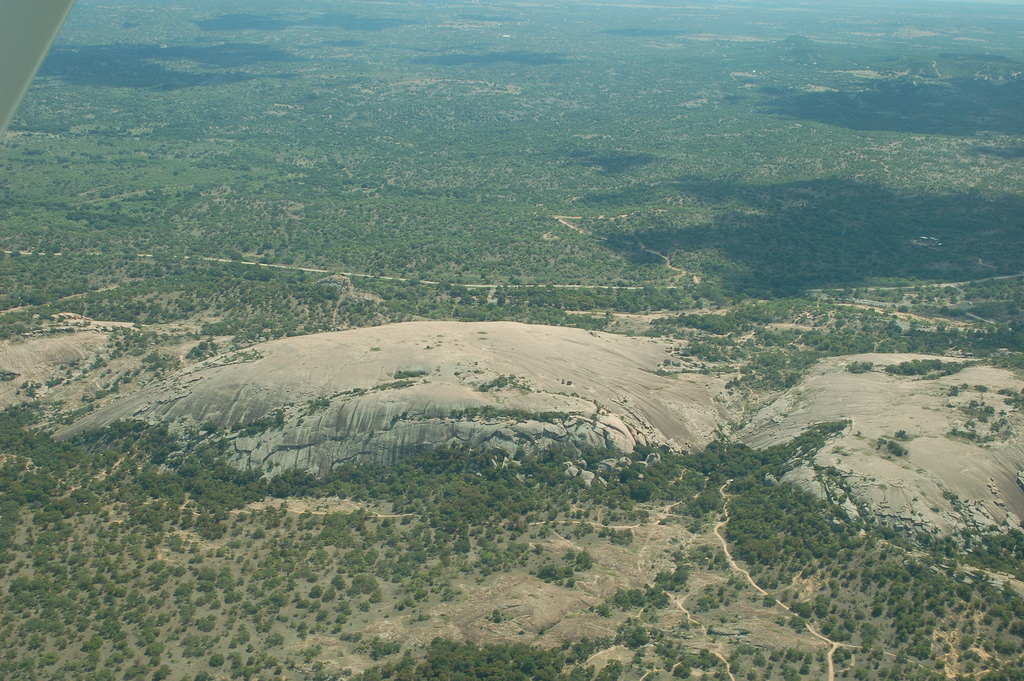
Vista aérea de la Roca Encantada. Foto tomada el 8 de septiembre de 2008.

La roca Encantada cubre aproximadamente unas 260 Ha y se eleva aproximadamente 130 m por encima del terreno circundante, teniendo una altura de 556 m sobre el nivel del mar. Es el inselberg o monadnock de granito rosado más grande de Estados Unidos. El domo de granito es visible desde muchos kilómetros a la redonda. La parte visible de la roca es en realidad una mínima parte de una cordillera, siendo la expresión superficial de un batolito ígneo de grandes dimensiones del Precámbrico medio, con una antigüedad aproximada de 1082 millones de años. El granito intrusivo, o plutón, fue expuesto por la erosión de la roca sedimentaria.

## Referencias

Vista panorámica de la Roca Encantada